# Somalo (moneda)
El somalo (pl. somali, صومالي) fue la moneda de curso legal de la Somalia Italiana entre 1950 y 1962. Se dividía en 100 céntimos (en italiano: centesimi).

## Historia
La emisión del somalo se autorizó mediante la orden administrativa n.º 14 de 16 de mayo de 1950. Se programó un periodo de cambio desde el 16 de mayo hasta el 22 de julio, sin embargo se extendió hasta el 22 de agosto. El somalo sustituyó al chelín de África Oriental a la par y mantuvo su equivalencia. También sustituyó las pequeñas cantidades de liras italianas en circulación con una tasa de cambio de 1 somalo = 87,49 liras. El Fondo Monetario Internacional le dio una paridad de 124,414 mg. de oro puro, que era lo que equivalía un chelín. Cuando Somalia obtuvo la independencia en 1960, esta moneda era conocida como chelín somalí. El somalo fue sustituido a la par (junto con el chelín del África oriental que circulaba en la Somalia británica) por el chelín somalí (en italiano: scellino).

## Monedas
En 1950 se introdujeron las primeras monedas en denominaciones de 1, 5, 10, 50 céntimos y 1 somalo. Las tres primeras monedas estaban acuñadas en cobre, y el resto en plata.
| Denominación | Emisión | Metal | Diámetro (mm) | Peso (g) | Anverso            | Reverso                                |
| ------------ | ------- | ----- | ------------- | -------- | ------------------ | -------------------------------------- |
| 1 Céntimo    | 1950    | Cu+Zn | 20,10         | 3,00     | Elefante - SOMALIA | 1 CENTESIMO - ROMA - año de acuñación  |
| 5 Céntimos   | 1950    | Cu+Zn | 25,10         | 5,90     | Elefante - SOMALIA | 5 CENTESIMI - ROMA - año de acuñación  |
| 10 Céntimos  | 1950    | Cu+Zn | 30,10         | 9,90     | Elefante - SOMALIA | 10 CENTESIMI - ROMA - año de acuñación |
| 50 Céntimos  | 1950    | Ag    | 21,20         | 3,80     | Guepardo - SOMALIA | 50 CENTESIMI - ROMA - año de acuñación |
| 1 Somalo     | 1950    | Ag    | 26,70         | 7,60     | Guepardo - SOMALIA | 1 SOMALO - ROMA - año de acuñación     |

## Billetes
La Cassa per la Circolazione Monetaria della Somalia, con sede en Roma, comenzó sus operaciones el 18 de abril de 1950 y fue autorizada para emitir 55 millones de chelines en papel moneda. Se imprimieron denominaciones de 1, 5, 10, 20 y 100 somalí. En mayo de 1951 se introdujo un nuevo billete de 5 somalí más pequeño. Todos estos billetes dejaron se retiraron de la circulación el 15 de diciembre de 1962, y dejaron de ser de curso legal el 31 de diciembre de 1963.
| Denominación | Color predominante | Descripción del anverso                                                     | Descripción del reverso |
| ------------ | ------------------ | --------------------------------------------------------------------------- | ----------------------- |
| 5 Somali     | Azul               | 5 SOMALI - صومالي ٥ - CASSA PER LA CIRCOLAZIONE MONETARIA DELLA SOMALIA     | 5 SOMALI                |
| 10 Somali    | Verde              | 10 SOMALI - صومالي ١٠ - CASSA PER LA CIRCOLAZIONE MONETARIA DELLA SOMALIA   | 10 SOMALI               |
| 20 Somali    | Marrón             | 20 SOMALI - صومالي ٢٠ - CASSA PER LA CIRCOLAZIONE MONETARIA DELLA SOMALIA   | 20 SOMALI               |
| 100 Somali   |                    | 100 SOMALI - صومالي ١٠٠ - CASSA PER LA CIRCOLAZIONE MONETARIA DELLA SOMALIA | 100 SOMALI              |